# Litografija
Litografija je vrsta plošnog tiska. Po vapnenačkoj ploči crta se masnom kredom ili litografskim tušem, pri čemu se stvara vapneni sapun. Zatim se ploča prekrije dušičnom kiselinom pomiješanom s arapskom gumom rastopljenom u vodi. Vapneni sapun odbija zakiseljenu otopinu te su tako njenom djelovanju izloženi samo neiscrtani dijelovi kamena. Nakon toga se kamen ovlaži vodom i prijeđe valjkom premazanim tiskarskom bojom. Vlažna čista površina ne prima masnu boju, prima je jedino crtež (vapneni sapun) koji nije upio vodu.

## Vanjske poveznice

### Sestrinski projekti
|  | Zajednički poslužitelj ima još gradiva o temi Litografija |

### Mrežna sjedišta
- Litografija Hrvatska enciklopedija. LZMK